# Os, Innlandet
Os är den enda tätorten i Os kommun i Innlandet fylke i östra Norge. Orten ligger vid älven Glomma (Glåma) och vid Rörosbanan, där fylkesväg 28 och fylkesväg 30 möts. Den utgör kommunens centralort.